# Battle royal

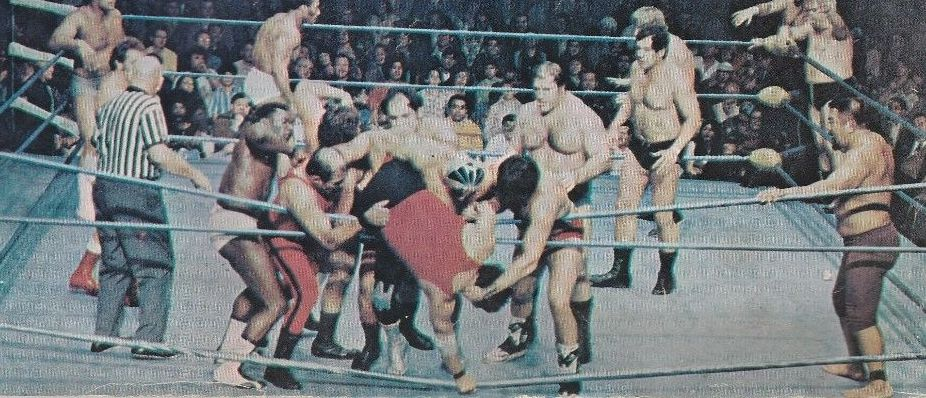
Матч battle royal в реслинге

Battle royal (в переводе с англ. — «королевская битва») — традиционно обозначает бой с участием многих участников, который проводится до тех пор, пока не останется только один боец, обычно по правилам бокса или реслинга. В последнее время этот термин используется в более общем смысле для обозначения любого боя с участием большого количества людей, не объединенных в группировки.
За пределами спорта в XXI веке термин приобрел новое значение, переосмысленное японским антиутопическим романом Косюна Таками «Королевская битва» 1999 года и его экранизацией 2000 года. В конце 2010-х сформировался одноимённый жанр компьютерных игр.

## Спорт

### Историческое употребление

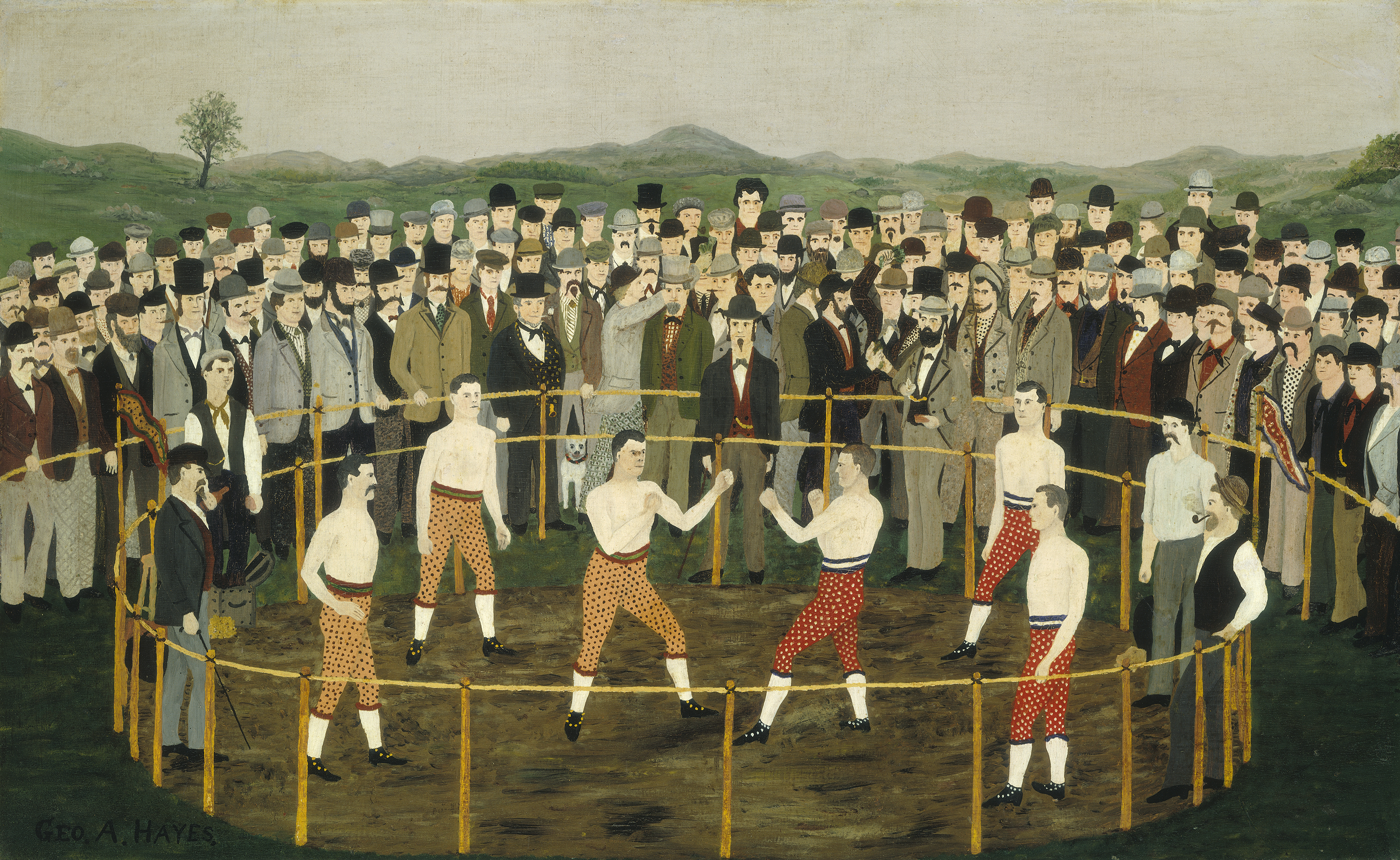
Голые кулаки, картина маслом Джорджа А. Хейса

Название battle royal применялось к нескольким событиям. В 1700-х годах в Великобритании некоторые бои без правил, проводившиеся по правилам Джека Бротона, включали матчи с участием восьми бойцов. Эти соревнования называли «Королевскими битвами Бротона» (англ. Broughton's Battle Royals) и высмеивали в политических карикатурах той эпохи. Эта практика в конце концов вышла из употребления в Великобритании, но продолжалась в американских колониях. Белые люди из низших слоев населения, жившие в глубинке, называли это англ. free-for-all, а также англ. rough-and-tumble. Эта практика распространилась и на американских рабов, которые устраивали массовые драки в качестве развлечения. Фредерик Дуглас писал, что такие развлечения, а также употребление алкоголя были «одним из самых эффективных средств в руках рабовладельца для подавления духа восстания». Хотя некоторые хозяева санкционировали выступления боксеров-рабов (как показано в фильме 2012 года «Джанго освобожденный»), такая практика, по-видимому, была редкой, поскольку рабовладельцы обычно не хотели портить свое имущество. Большинство таких мероприятий проводилось самими рабами для собственного развлечения.
После Гражданской войны «королевские битвы» вошли в популярную фазу, но такие мероприятия все чаще считались позорными и неблаговидными. Промоутеры боксерских соревнований устраивали жестокие бои без правил, как правило, между чернокожими боксерами. Зрителями этих зрелищ почти всегда были белые люди, в отличие от довоенных развлечений среди порабощенного населения. Такой тип боя часто был «открывающим» событием для боксерских и рестлинг-шоу примерно с 1870 по 1910 год. Они возникли и были наиболее популярны на американском Юге, но со временем распространились и на Север. Однако эти соревнования вышли из моды, особенно на Севере. В Нью-Йорке в 1911 году Атлетическая комиссия штата запретила матч battle royal. На Юге они продолжались с 1910-х по 1950-е годы, но уже с меньшей популярностью. В романе «Человек-невидимка» (1952) Ральфа Эллисона есть описание одного из таких жестоких соревнований. К 1960-м годам «королевские битвы» были запрещены даже на американском Юге.
«Королевская битва» была способом привлечь к себе внимание для начинающего боксера, а успешные представители этого типа матча завоевывали достаточный престиж, чтобы иметь возможность участвовать в более респектабельных матчах. В документальном фильме Кена Берна о Джеке Джонсоне упоминается его участие в battle royal, а Джо Ганс и Бо Джек — два других примера успешных боксеров, начинавших в «королевских битвах».

### В рестлинге
В рестлинге battle royal — это матч с участием множества рестлеров, целью которого является выбросить с ринга через верхний канат (реже — удержать или заставить сдаться) остальных участников и остаться на нём последним. Этот тип матча часто используются для определения главного претендента на чемпионство. Различные рестлинг-промоушены имеют свои разновидности матча battle royal:
- Матч Royal Rumble в WWE: матч на выбывание через канат, который начинается с двух участников и каждые две минуты добавляется новый участник, обычно до тридцати участников, а победителем становится последний оставшийся на ринге участник.
- Матч Gauntlet for the Gold в Total Nonstop Action Wrestling: матч на выбывание через канат, в котором два последних участника встречаются в одиночном матче до одного удержания.
- Командный battle royal: стандартный battle royal, в котором команды из двух, трех или четырех участников борются за групповую победу. Разновидности использовались как в WCW, так и в TNA.
- Матч Royal Rampage в All Elite Wrestling: матч на выбывание через верхний канат, в котором установлены два ринга и, по состоянию на 2022 год, 20 участников. Основан на матчах World War 3 из WCW.

## В культуре
Выпущенный в 2000 году художественный фильм «Королевская битва», основанный на одноименном романе Косюна Таками, породил целый жанр в литературе, кинематографе и компьютерных играх — эти произведения описывают кровавые состязания, участники которых должны убивать друг друга, и победителем становится единственный выживший. Подражания «Королевской битве» набрали популярность сначала в Японии, а потом, к 2010-м годам — и в других странах мира. Так, бестселлерами стали книги трилогии «Голодные игры» американской писательницы Сьюзен Коллинз, экранизированные в виде нескольких голливудских фильмов.
В компьютерных играх королевские битвы вылились в самостоятельный жанр с жёстко оформленными правилами: среди этих игр особого успеха добились PlayerUnknown’s Battlegrounds, Fortnite Battle Royale и Apex Legends; подобные игровые режимы также часто включались в игры других жанров или реализовывались в виде модификаций. Повествовательная модель, восходящая к «Королевской битве» Таками, использовалась и в играх других жанров, не имеющих ничего общего с Fortnite с точки зрения игрового процесса — например, в серии визуальных романов Danganronpa.